# Iulian Filipescu
Iulian Sebastian Filipescu (* 29. března 1974, Slatina, Rumunsko) je bývalý rumunský fotbalový obránce a reprezentant.
 Mimo Rumunsko hrál v Turecku, Švýcarsku, Německu a Španělsku. Za svou hráčskou kariéru nasbíral celou řadu titulů.

## Klubová kariéra
- Faur București (mládežnické týmy)
- Faur București 1991–1992
- FC Steaua București 1992–1997
- Galatasaray SK 1997–1999
- Betis Sevilla 1999–2003
- FC Zürich 2003–2006
- MSV Duisburg 2006–2008

## Reprezentační kariéra
Reprezentoval Rumunsko. V A-týmu debutoval 27. března 1996 v přátelském zápase v Bělehradě proti domácímu týmu Jugoslávie (porážka 0:1). Celkem odehrál v letech 1996–2003 za rumunský národní tým 52 zápasů a vstřelil 1 gól.
Zúčastnil se MS 1998 ve Francii, EURA 1996 v Portugalsku a EURA 2000 v Belgii a Nizozemsku.
Góly Iuliana Filipesca za A-mužstvo Rumunska
| Gól | Datum       | Stadion       | Soupeř | Skóre | Výsledek | Soutěž          |
| --- | ----------- | ------------- | ------ | ----- | -------- | --------------- |
| 010 | 18. 8. 1999 | Lemesos, Kypr | Kypr   | 02:2  | 2:2      | přátelský zápas |